# Pierre Sabatier (sculpteur)
Pour les articles homonymes, voir Pierre Sabatier.
 (décembre 2018).
Pierre Sabatier, né le 20 mars 1925 à Moulins et mort le 3 mai 2003 à Paris 10e, est un sculpteur français.
Il a créé, en France et ailleurs, un œuvre varié de près de 150 réalisations.

## Biographie
Né le 20 mars 1925, Pierre Sabatier grandit à Moulins où il fait ses études primaires et secondaires. Après la Seconde Guerre mondiale, il s’installe à Paris où, de 1949 à 1952, il suit des cours à l’École nationale supérieure des arts décoratifs et à l’École nationale supérieure des beaux-arts. Sabatier accompagne pendant près de 50 ans le mouvement de l’architecture moderne en se vouant à l’édification d’un art collectif et monumental.  Nombre de ses créations sont réalisées grâce à la réglementation sur le 1 % artistique — pourcentage du budget d’une construction publique affecté à une commande d’œuvre d’art — mise en place par André Malraux en France au début des années 1950.
En 1965, la sortie du premier numéro de la revue Le Mur Vivant — préfacée par Raymond Lopez, Maurice Novarina, et Le Corbusier — représente un événement pour les artistes de sa génération qui militent pour l'intégration des arts dans l'architecture. Sabatier y reconnaît sa propre démarche et adhère au mouvement. Des architectes renommés de son époque lui confient la conception et la réalisation des éléments des espaces intérieurs, où les œuvres de Pierre Sabatier assument souvent une fonction précise : cloisons, portes, murs claustra, murs parois y occupent une place importante. Il élabore ses projets en liaison avec l’architecture, fait rarement œuvre unique mais participe à une conception d’ensemble. Ses œuvres s’intègrent aussi bien dans des bâtiments privés (sièges de sociétés, de banques, d’assurances) que des bâtiments et espaces publics (collèges, lycées, universités, préfectures, hôtels de ville, palais de justice), à la fois en France et à l’étranger (notamment en Belgique, Allemagne, Canada, Arabie saoudite, et Irak). 

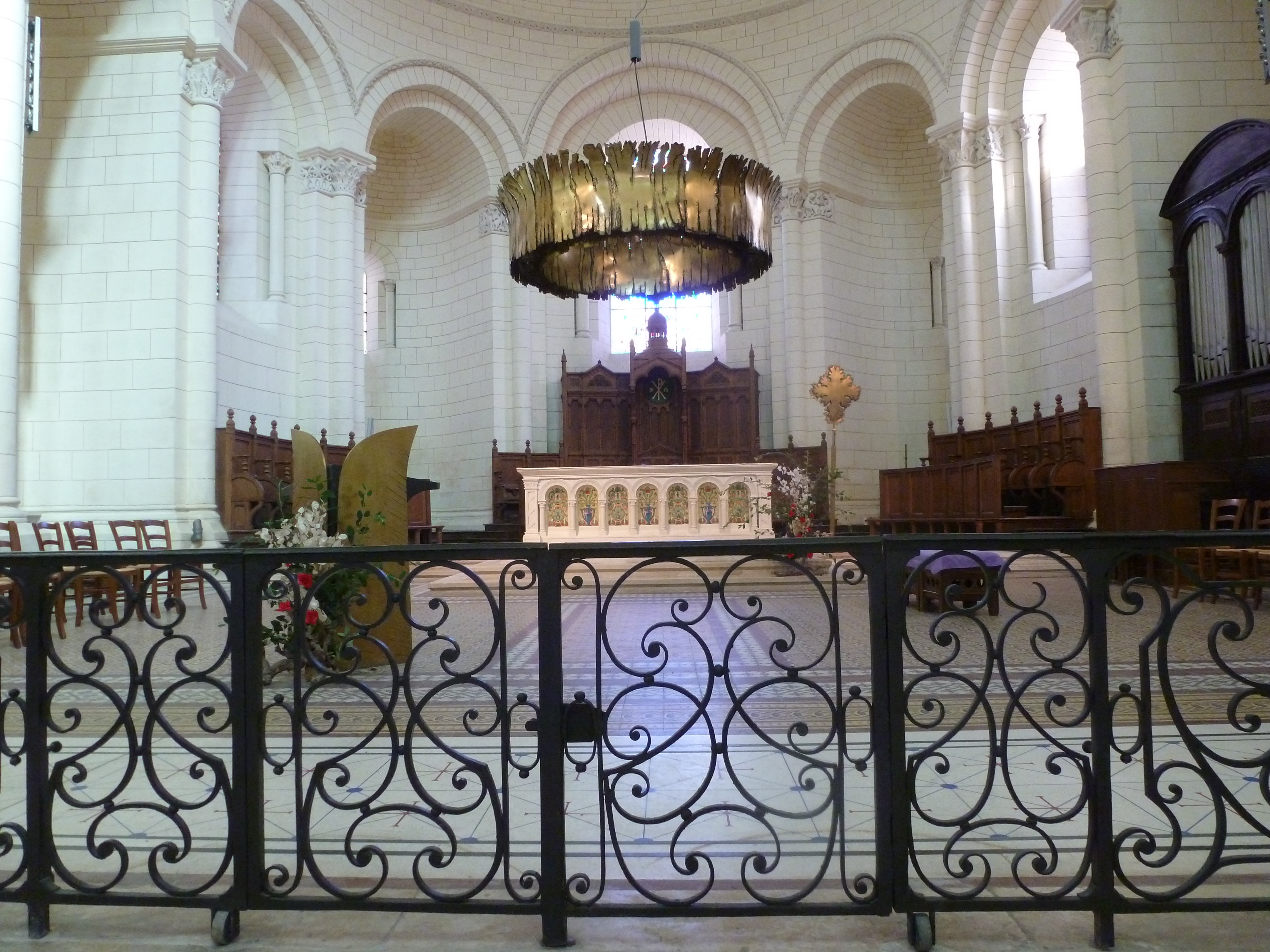
Mobilier liturgique pour la cathédrale d'Angoulême : couronne de gloire, ambon et croix, en laiton, 1999.

En marge de son travail d'art monumental dans l'architecture et dans les espaces publics, il accomplit également un œuvre important dans le domaine de l’art sacré avec la création d’objets et de mobilier liturgique, comme par exemple la couronne de gloire, l'ambon et une croix, en laiton, pour la cathédrale d'Angoulême.
Pierre Sabatier ne cesse de s’ouvrir à de multiples investigations. Il conçoit, en 1981, le Kaleicycloscope — un espace métamorphique en aluminium nacré composé d’éléments cylindriques animés, réceptacle d’images en perpétuel mouvement — et il développe de 1995 à 2001 la Sidérolithe, une sculpture en tubes d’acier inoxydable, insérée dans un espace naturel aménagé.
En octobre 2014, la maison de vente aux enchères Piasa a organisé à Paris une vente des œuvres de Pierre Sabatier précédée d'une table ronde consacrée à son œuvre,.
En novembre 2016, la Magen H Gallery de New York organise la première rétrospective de Pierre Sabatier aux États-Unis où plus de 100 œuvres ont été exposées, et la galerie a édité pour cette occasion un ouvrage intitulé Substance, material, matter.

## Matériaux et techniques
Au début des années 1960, Pierre Sabatier réalise principalement de grandes compositions murales en céramiques et mosaïques. À la fin des années 1960, il abandonne cette technique au profit du travail du métal, désormais son matériau de prédilection. Traitant souvent de grandes surfaces ou des volumes considérables et disposant d’outils qu’il a souvent façonné lui-même pour mieux les adapter à la nature même de ses activités, Pierre Sabatier soumet l’acier comme l’étain, le laiton, l’aluminium ou le cuivre à un travail intense variant au gré de son inspiration. Emboutir, ciseler, marteler, découper, brûler, souder, corroder, polir sont pour lui autant de possibilités pour obtenir l’effet souhaité. Le processus de transformation de la matière, dans lequel l’oxydation à l’acide est une phase essentielle — et pour lequel l’artiste a développé un savoir faire unique — forme la caractéristique esthétique de son œuvre et marque son originalité.
Dans les années 1980, Pierre Sabatier découvre avec le voile de béton une nouvelle technique qu’il met à profit pour des réalisations dans le cadre des parcs à thèmes et des aires de jeux. Pour faire face aux commandes, Pierre Sabatier aménage un vaste atelier à Aurouër (Allier) dans la campagne bourbonnaise, où il exécute ses œuvres, secondé par une équipe d’assistants — jusqu’à dix — qu’il forme lui-même.

## Œuvres
- 1957 : Bagneux, groupe scolaire Travail, décoration dans le cadre du 1% artistique avec Michel Deverne (1927-2012) et Samuel Papazian[8].
- 1965 : Aulnay-sous-Bois, chapelle Saint-Paul d'Ambourget. Mobilier liturgique. Écran du chœur en cuivre martelé et patiné. Jean Le Couteur, architecte.
- 1967 : Romorantin-Lanthenay, lycée Claude-de-France. Céramique extérieure : Le bal du Grand Meaulnes. 16 × 19 m, grès émaillé. François Davy, architecte. Commande 1 %.
- 1967 : La Défense, tour Aquitaine. Hall et Noyau central. Espace sculpté 600 m2. Fresque aux acides sur cuivre martelé et embouti. Luc et Xavier Arsène-Henry, Bernard Schoeller, architectes. Denis Voisin, architecte d’intérieur.
- 1968 : Paris, porte d'Orléans, stade Élisabeth. Céramique extérieure. 40 × 2,50 m. Lave émaillée. Robert-Guy Sabrou, architecte. Commande 1 % .
- 1968 : Grenoble, hôtel de ville, salle des mariages : Portes-Claustra, 11 × 2,50 m, cuivre ouvragé et étain. Salle de réception : mur de 12 × 3,30 m, laiton embouti et oxydé. Maurice Novarina, architecte. Joseph-André Motte, architecte d’intérieur. Commande 1 % de la Ville de Grenoble et de la préfecture de l’Isère.
- 1969 : Bruxelles (Belgique), 25, boulevard du Souverain, siège de la Royale Belge. Espace sculpté : noyau central, auditorium, 800 m2. Laiton mis en forme et travaillé aux acides. Pierre Dufau, architecte. Commande S.A. d’Assurances.
- 1969 : Bondy. hôtel de ville, salle des mariages. Sculpture murale, 9 × 3,20 m, étain travaillé sur cuivre. Joseph André Motte, architecte d’intérieur. Commande 1 %.
- 1971 : Créteil, préfecture du Val-de-Marne, salle des fêtes. Mur vivant, 39 × 3,50 m, cuivre et laiton martelé, plié, repoussé, ajouré, travaillé et oxydé, éléments coulissants. Daniel Badani, architecte. Commande 1 %
- 1974 : Nanterre, Cathédrale Sainte-Geneviève-et-Saint-Maurice de Nanterre. Porte monumentale de la nouvelle façade de l'église : Le Buisson Ardent, 13,20 x 6,20m, laiton embouti, étain pur et plomb.
- 1974 : Paris, 33, Rue François-Ier, Parfums Rochas. Audace, façade éphémère à la suite du concours de 1972, 25 × 13 m, thermoformage des tubes en PVC. Jean-Pierre Basile, architecte. Georges Ferran, architecte d’intérieur. Déplacé[Où ?] en 1987.
- 1975 : La Défense, tour UAP-AXA, CB 312, halls. Trois volumes sculptés en acier oxydé, 10 × 7 m chacun, oxydation stoppée à des stades différents, biseaux polis. Pierre Dufau et Jean-Pierre Dacbert, architectes.
- 1975 : La Défense, tour Manhattan. Environnement sculpté, aluminium mis en ondes, traitement pigments cristallisés et nacrés.  Michel Herbert, architecte.
- 1975 : Paris, 83-85, avenue de la Grande-Armée, Maison de la Coopération agricole–In Vivo, hall. Espace sculpté Germination, laiton, plomb et étain pur travaillé. Jean DeMailly, architecte.
- 1975 : Villetaneuse,  crématorium du cimetière des Joncherolles. Les Portes de l’Au-delà, 6 × 3 m, étain pur sur laiton travaillé et ajouré. Robert Auzelle, architecte.
- 1976 : Meudon-la-Forêt, collège Jean-Moulin. L'Envol (Flamme), 5 × 5 m, acier corten. Henri Pottier, architecte.
- 1979 : Calgary (Canada), Aquitaine Company of Canada Ltd., hall. Les Rocheuses, espace sculpté, 150 m2, laiton et étain pur. Architectes : Webb, Zerafa, Menkes, Housden. Architecte d’intérieur : Denis Voisin.
- 1982 : Bagdad (Irak), aéroport international, terminaux à thème : Babylone, Ninive, Samarra, trois murs en métal sculpté de 40 × 4 m, laiton embouti et oxydé. Jean-Louis Berthet et Yves Pochy, architectes d’intérieur.
- 1994 : Boulogne-Billancourt, nouveau pont de Billancourt. Voilures, sculpture-signal, inox, 18 × m de haut. Habeo semper alas, référence au passé industriel des deux communes voisines. Daniel Badani, architecte.
- 2000 : La Défense, église Notre-Dame-de-Pentecôte, autel. Les  12 empreintes des langues de feu, ambon et tabernacle, acier travaillé aux oxydes. Franck Hammoutène, architecte.
- 2000 : La Défense, cœur Défense, halls. Telluries, trois sculptures murales en acier travaillé aux oxydes, 7,50 × 5,40 m chacune. Jean-Paul Viguier, architecte. Bernard Grenot, architecte d’intérieur.

Réalisation de nombreux parcs à thème en béton projeté teinté dans la masse,.

## Œuvres dans les collections publiques
L’œuvre de Pierre Sabatier est représentée dans les collections du Centre de création industrielle du musée national d'Art moderne à Paris[réf. nécessaire].

## Expositions
Source : « Biographie/expositions » sur le site web consacré à Pierre Sabatier. 
- 1981 : Maison de la Culture de Nevers, exposition personnelle.
- 2015 : Design Miami-Basel, Miami, Magen H Gallery[12].
- 2015 : PAD London, Magen H Gallery.
- 2015 : PAD Paris, galerie Yves Gastou[13].
- 2015 : exposition personnelle, Magen H Gallery, New York.
- 2016 : FOG Design + Art, San Francisco, Magen H Gallery.
- 2016 : PAD London, Magen H Gallery et Chahan Gallery.
- 2016 : Design Miami-Basel, Bâle et Miami, Magen H Gallery[14].
- 2017 : FOG Design + Art, San Francisco, Magen H Gallery.

## Salons
- Salon des artistes décorateurs (SAD), Paris, Montréal.
- Grands et jeunes d'aujourd'hui.
- Salon Comparaisons.

## Distinctions
- 1974 : médaille de bronze des arts plastiques de l'Académie d'architecture.
- 1976 : médaille d’argent des arts plastiques de l'Académie d'architecture.
- 2002 : chevalier de la Légion d'honneur[15]

## Hommage
Yangsi Rinpoché a participé a l'exposition photographique dans la ville de Moulins dédiée à l'oeuvre de Pierre Sabatier de juin à septembre 2021